# Ilona Haberkamp
Ilona Haberkamp (* 27. September 1957 in Dortmund als Ilona Henz) ist eine deutsche Jazzmusikerin (Saxophon) und Musikwissenschaftlerin.

## Leben und Wirken
Haberkamp studierte Musikwissenschaft und Slawistik an der Ruhr-Universität Bochum sowie Musik an der Musikhochschule Dortmund (bei Glen Buschmann), um dann ihre künstlerische Reifeprüfung an der Musikhochschule Aachen abzulegen. Von 1980 bis 1984 war sie Mitglied im JugendJazzOrchester NRW, mit dem sie auch auf internationaler Tournee war. Daneben leitete sie ein eigenes Quartett mit Frank Wunsch, Ingmar Heller und Matthias Rumpf. 1984 war sie eine der Gründerinnen der bis 1989 bestehenden Frauen-Bigband Reichlich weiblich. Weiterhin wirkte sie als Mitglied im Saxophonquartett „MultiColore“, mit dem sie auch in China, Weißrussland und Europa auf Tournee war. Dann war sie als Theatermusikerin an Schauspielhäusern in Dortmund, Bochum, Essen und Wiesbaden tätig. Mit dem Pianisten Harald Köster bildete sie das Jazzduo „Allusion“; zeitweise war sie Mitglied im United Women’s Orchestra. Sie leitet das der Musik von Paul Desmond verpflichtete „Paula Dezz Quartet“ und ist Saxophonistin im „Miss Jones Orchestra“. Außerdem arbeitete sie einige Jahre mit Robert Kreis zusammen.
Von 2009 bis 2011 studierte sie Musikwissenschaften an der Westfälischen Wilhelms-Universität Münster (Master of Arts), 2013 veröffentlichte sie ihr Tribute to Jutta Hipp, Cool Is Hipp IS Cool, trat mit dem Ilona Haberkamp Quartett 2013 bei den Berliner Jazztagen zusammen mit Ack van Rooyen und Silvia Droste auf. 2015 schrieb sie die Biografie über die Deutsche Jazzpianistin Jutta Hipp und veröffentlichte zusammen mit Gerhard Evertz und dem Be! Jazz Record Label eine künstlerische Gesamtausgabe „The Art and Life of Jutta Hipp“. Weiterhin veröffentlichte sie mit dem Ilona Haberkamp Quartett und Ack van Rooyen 2017 bei Laika Records ihr musikalisches Projekt The New Coolnezz-Lost into the Blue. Sie ist musikalische Leiterin der Stone Street Big Band sowie Sopransaxophonistin des Lilith Saxophonquartetts.
Die Pianistin Clara Haberkamp ist ihre Tochter.

## Diskografie
- Reichlich Weiblich Live At Moers Festival ’87 (Moers Music)
- Paula Dezz Quartet: I Remember Paul (Laika Records 2008) mit Ack van Rooyen, Frank Wunsch, Paul G. Ulrich und Bruno Castellucci
- Ilona Haberkamp Quartett:  Cool Is Hipp Is Cool (Laika Records 2013) mit Ack van Rooyen, Silvia Droste, Laia Genc, Paul G. Ulrich, Thomas Alkier
- Ilona Haberkamp Quartett The New Coolnezz – Lost Into The Blue (Laika Records 2017) mit Ack van Rooyen, Frank Wunsch, Paul G. Ulrich und Thomas Alkier

## Schriften
- Ilona Haberkamp: Hipp Style or Adaption, Gender and Identity. In: Darmstädter Beiträge zur Jazzforschung Bd. 14 (2016), S. 99–124
- Ilona Haberkamp: Art and Life of Jutta Hipp. Be! Jazz Records, Bruchsal 2015
- Ilona Haberkamp: Plötzlich Hip(p). Das Leben der Jutta Hipp zwischen Jazz und Kunst. Wolke Verlag, Hofheim am Taunus 2023, ISBN 978-3-95593-137-7